# Головин, Пётр Иванович (ум. 1585)
Пётр Ива́нович Голови́н (ум. 1585) — казначей с 1576/1577 года, окольничий с 1582/1583 года, средний из трёх сыновей окольничего и казначея Ивана-Фомы Фёдоровича Головина.

## Биография
В 1576/1577 году Пётр Иванович Головин был известен как казначей, а в 1582/1583 году получил чин окольничего.
В конце правления царя Ивана Грозного Пётр Иванович Головин являлся главным казначеем и входил в состав Боярской думы. После смерти Ивана Грозного (18 марта 1584) стал одним из лидеров Боярской думы и членом опекунского совета при царе Фёдоре Иоанновиче.
Обычно царской казной владели два лица, контролировавшие друг друга. Петр Иванович Головин добился, чтобы вторым казначеем был назначен его двоюродный брат — Владимир Васильевич Головин.
Казенный приказ стал «вотчиной» сторонников группировки князей И. Ф. Мстиславского и И. П. Шуйского, они стали распоряжаться казной совершенно безконтрольно.
Располагая поддержкой регентов князей Ивана Фёдоровича Мстиславского и Ивана Петровича Шуйского, П. И. Головин добился изгнания из правительства бывших опричников. С Борисом Фёдоровичем Годуновым (также бывшим опричником), имевшего в то время большой вес при дворе из-за своего родства с царём, казначей Пётр Головин обращался дерзко и неуважительно.
В Пискаревском летописце имеется сообщение «о разделении … в боярех». Поводом к конфликту послужил местнический спор между П. И. Головиным и бывшим любимцем Ивана Грозного, оружничим Богданом Яковлевичем Бельским. На стороне Головина, согласно летописи, выступили Мстиславские, Шуйские, Голицыны, Романовы и Шереметевы. Богдана Бельского поддержали Годуновы, Трубецкие и дьяки Щелкаловы. Человек большой храбрости, П. И. Головин не побоялся бросить вызов Бельскому и, выиграв спор, стал ждать случая, чтобы посчитаться и с Борисом Годуновым. Тогда Борис решил нанести упреждающий удар. По его требованию Боярская дума постановила провести ревизию царской казны.
В декабре 1584 года проверка наличности обнаружила столь большие хищения, что боярский суд вынужден был приговорить казначея П. И. Головина к смерти. Борис Годунов понимал, однако, что кровавая расправа не принесет ему популярности. И потому, когда Головина возвели на Лобное место и палач, сорвав с него одежды, уже занес над ним топор, Борис отменил казнь. Головину объявили помилование и сослали в начале 1585 года в Арзамас. Охранять опального П. И. Головина было поручено приставу И. В. Воейкову, бывшему опричнику и любимцу Б. Ф. Годунова, который, по слухам, и умертвил Петра Ивановича Головина по дороге в ссылку. Потомства не оставил. Его младший брат, воевода Михаил Головин, в 1584 году бежал в Литву.

### В кинематографе
- «Годунов» — телесериал 2018 года, режиссёр Алексей Андрианов. В роли Петра Головина — Александр Семчев.